# Novîi Mîr, Burîn
Novîi Mîr (în ucraineană Новий Мир) este un sat în comuna Piskî din raionul Burîn, regiunea Sumî, Ucraina.

## Demografie
Componența lingvistică a localității Novîi Mîr
     Ucraineană (100%)
Conform recensământului din 2001, toată populația localității Novîi Mîr era vorbitoare de ucraineană (100%).